# Baas Gansendonck (1945)
Baas Gansendonck  is een Belgische film uit 1945, in een regie van Gaston Ariën. Het scenario is gebaseerd op de roman Baes Gansendonck van Hendrik Conscience uit 1850.  Het verhaal beschrijft het relaas van een rijke herbergier uit de Kempen die door zijn eigen hoogmoed en arrogantie ten onder gaat. 
Voor de verfilming veranderde regisseur Ariën wel het melodramatische slot van de roman in een gelukkige afloop. De roman was eerder in een stille versie verfilmd als Baas Ganzendonck in 1929 door Germain Baert.
De film ging op 15 november 1945 in première in de Empire-schouwburg in Antwerpen. Hij werd in het algemeen goed onthaald in de Vlaamse pers. Gazet van Antwerpen schreef  de volgende dag "De Vlaamsche film op nieuwe banen". Het was het debuut van Luc Philips als filmacteur.

## Rolverdeling
| Acteur               | Personage          |
| -------------------- | ------------------ |
| Robert Marcel        | Baas Gansendonck   |
| Angèle Allaert       | Meid Katrien       |
| François Bernard     | Karel              |
| Madeleine Barrès     | Madame Beaumarton  |
| Werner Degan         | Baron              |
| Cary Fontyn          | Liza               |
| Toontje Janssens     | Sjampetter         |
| Franz Joubert        | Lakei              |
| Charles Mahieu       | Majoor van Burckel |
| Jean Nergal          | Pierre             |
| Christine Nols       | Moeder van Karel   |
| Hortence Peeters     | Douairière         |
| Luc Philips          | Kobe               |
| Antoon Queeckers     | Dokter             |
| Paul Rouma           | Adolf              |
| Jos Van de Putte     | Notaris            |
| Frans Van den Brande | Poplimont          |
| Dora van der Groen   |                    |